# Parastagmatoptera glauca
Parastagmatoptera glauca är en bönsyrseart som beskrevs av Rehn 1920. Parastagmatoptera glauca ingår i släktet Parastagmatoptera och familjen Mantidae. Inga underarter finns listade i Catalogue of Life.